# Hedwigskirche (Zgorzelec)
Die St.-Hedwigs-Kirche (polnisch św. Jadwigi Śląskiej) ist eine römisch-katholische Kirche in der polnischen Stadt Zgorzelec in der Oberlausitz. Sie gehört dem Dekanat Zgorzelec an und trägt das Patrozinium der Heiligen Hedwig von Andechs, der Schutzpatronin Schlesiens.

## Geschichte
Die Pfarrei St. Hedwig wurde 1996 gegründet. Zu dieser Zeit wurde eine Kapelle für die Pfarrgemeinde errichtet. Zwei Jahre später begannen die Bauarbeiten für das Pfarrhaus. Am 8. Juni 2000 begannen die Bauarbeiten für die Pfarrkirche. Im Jahr 2009 war der Innenraum weitgehend fertiggestellt, und ein weiteres Jahr später wurden die erste von drei Glocken aufgezogen sowie die Kirchturmspitze aufgesetzt. Der Hochaltar zog schließlich 2010 in den Chor ein.
In dem Gewölbe unterhalb des Turmes auf der Südseite der Kirche befindet sich eine Bronzestatue Papst Johannes Paul II. Der Turm der Kirche ist insgesamt 45,10 Meter hoch. Die drei Glocken sind auf einer eigenen Tragwerksstruktur aufgehängt und wiegen 150, 260 und 500 Kilogramm. Die größte Glocke trägt den Namen Johannes Pauls II., die kleinste ist nach Stefan Wyszyński benannt. Sie wurden 2011 aufgezogen.